# Fort Wayne Mad Ants 2011-2012
La stagione 2011-12 dei Fort Wayne Mad Ants fu la 5ª nella NBA D-League per la franchigia.
I Fort Wayne Mad Ants arrivarono ottavi nella Eastern Conference con un record di 14-36, non qualificandosi per i play-off.

## Roster
| N° | Naz.                       | Ruolo | Sportivo          | Anno | Alt. | Peso |
| -- | -------------------------- | ----- | ----------------- | ---- | ---- | ---- |
| 7  | Stati Uniti (bandiera)     | G     | Corey Allmond     | 1988 | 188  | 82   |
| 7  | Stati Uniti (bandiera)     | G     | Devan Downey      | 1987 | 175  | 77   |
| 9  | Regno Unito (bandiera)     | G     | Gage Daye         | 1989 | 188  | 77   |
| 9  | Stati Uniti (bandiera)     | G     | Travis Walton     | 1987 | 188  | 86   |
| 9  | Stati Uniti (bandiera)     | G     | Anthony Goods     | 1987 | 191  | 91   |
| 10 | Stati Uniti (bandiera)     | G     | Cameron Jones     | 1989 | 193  | 84   |
| 11 | Stati Uniti (bandiera)     | G     | Walker Russell    | 1982 | 183  | 77   |
| 12 | Stati Uniti (bandiera)     | G     | Tory Jackson      | 1988 | 180  | 93   |
| 15 | Stati Uniti (bandiera)     | GA    | Gilbert Brown     | 1987 | 198  | 98   |
| 15 | Stati Uniti (bandiera)     | A     | Kevin Coble       | 1987 | 203  | 100  |
| 15 | Stati Uniti (bandiera)     | C     | Justin Neuhaus    | 1987 | 211  | 104  |
| 17 | Rep. Dominicana (bandiera) | GA    | Sadiel Rojas      | 1989 | 193  | 86   |
| 18 | Stati Uniti (bandiera)     | GA    | Thomas Baudinet   | 1989 | 191  | 86   |
| 18 | Stati Uniti (bandiera)     | GA    | Darington Hobson  | 1987 | 201  | 95   |
| 19 | Stati Uniti (bandiera)     | A     | Ron Howard        | 1982 | 196  | 91   |
| 21 | Stati Uniti (bandiera)     | A     | Darnell Lazare    | 1985 | 203  | 109  |
| 22 | Stati Uniti (bandiera)     | A     | Ramon Harris      | 1988 | 201  | 100  |
| 23 | Stati Uniti (bandiera)     | GA    | Stephen Graham    | 1982 | 198  | 104  |
| 23 | Stati Uniti (bandiera)     | C     | Sean Sonderleiter | 1980 | 211  | 111  |
| 24 | Stati Uniti (bandiera)     | A     | Jabril Banks      | 1987 | 201  | 104  |
| 24 | Costa Rica (bandiera)      | AC    | Charles García    | 1988 | 208  | 104  |
| 32 | Stati Uniti (bandiera)     | AC    | Chris Hunter      | 1984 | 211  | 113  |
| 32 | Stati Uniti (bandiera)     | AC    | Ben McCauley      | 1986 | 206  | 107  |
| 33 | Stati Uniti (bandiera)     | AC    | Jarrid Famous     | 1988 | 211  | 109  |
| 33 | Stati Uniti (bandiera)     | AC    | Vernon Macklin    | 1986 | 208  | 103  |
| 33 | Stati Uniti (bandiera)     | A     | Antonio Smith     | 1976 | 203  | 116  |
| 34 | Stati Uniti (bandiera)     | A     | Marvin Phillips   | 1983 | 201  | 104  |
| 34 | Stati Uniti (bandiera)     | C     | Mike Tisdale      | 1989 | 216  | 111  |

## Staff tecnico
- Allenatore: Joey Meyer (5-10)[1], Steve Gansey (9-26)
- Vice-allenatori: Steve Gansey (fino al 6 gennaio), Christian Laettner (dal 20 gennaio)[2]
- Preparatore atletico: Kristin Ripley